# Debra Neil-Fisher
Debra C. Neil-Fisher (* 12. Mai 1958 in Los Angeles) ist eine US-amerikanische Filmeditorin.

## Leben
Debra Neil-Fisher wuchs im San Fernando Valley auf und besuchte bis 1976 die Mädchenschule Argyll Academy, wo ein Filmkurs angeboten wurde, der ihr frühes Interesse für den Film weckte. Sie selbst entschied sich deswegen anschließend an der University of Southern California Film zu studieren. Nach ihrem Abschluss 1980, im Alter von 21, ging sie zurück zu ihrem Vater und half ihm in seiner Zahnarztpraxis. Und obwohl viele seiner Patienten im Filmgeschäft arbeiteten, konnte ihr niemand helfen, dort Fuß zu fassen. Erst über einige Bekannte konnte sie Kontakt zu einem Produzenten knüpfen, der ihr eine Assistentenstelle in einem Schnittstudio anbot. Nachdem sie diesen annahm, war ihr erster Job der Schnitt eines Rich-Little-Spots für eine seiner Las-Vegas-Shows. Nach einem Jahr verließ sie die Firma wieder, da sie bemerkte, dass sie nur assistieren, aber nicht selber schneiden würde. Also versuchte sie sich beim Independentfilm als Editorin und hatte zunächst kein Glück dabei, weswegen sie sich beim Studentenfilm umsah und viele kleinere Studentenprojekte schnitt.
Einer dieser Filme war der spätere mit dem Oscar prämierte Kurzfilm Ray’s Male Heterosexual Dance Hall. Es dauerte nicht lange und Neil-Fisher bekam schnell Zugang zum Film und dank ihrer Avid-Kenntnisse, die sie sich während ihrer Zeit als Werbe-Editorin aneignete, konnte sie relativ schnell viele Projekte schneiden. So folgten anfangs vor allem Fernsehfilme, bevor sie Kinofilme wie Grüne Tomaten, V.I. Warshawski – Detektiv in Seidenstrümpfen und Das Baumhaus schnitt. Nachdem Fisher-Neil in unterschiedlichsten Genres als Editorin tätig war, ist sie insbesondere seit den beiden Austin-Powers-Filmen Austin Powers – Das Schärfste, was Ihre Majestät zu bieten hat und Austin Powers – Spion in geheimer Missionarsstellung für größere Hollywoodkomödien gebucht worden, z. B. Filme wie Wie werde ich ihn los – in 10 Tagen?, Hangover und Hangover 2.
Debra Neil-Fisher ist Mitglied der American Cinema Editors.

## Filmografie (Auswahl)
- 1984: Die Rache der Eierköpfe (Revenge of the Nerds) (Schnitt-Assistenz, im Abspann unerwähnt)[5]
- 1984: Kinder des Zorns (Children of the Corn) (Schnitt-Assistenz)[5]
- 1985: Gotcha! – Ein irrer Trip (Gotcha!) (Schnitt-Assistenz)
- 1987: Ray’s Male Heterosexual Dance Hall
- 1989: Die Würger von Hillside (The Case of the Hillside Stranglers)
- 1990: Spuren der Vergangenheit (The Girl Who Came Between Them)
- 1991: Grüne Tomaten (Fried Green Tomatoes (at the Whistle Stop Cafe))
- 1991: V.I. Warshawski – Detektiv in Seidenstrümpfen (V.I. Warshawski)
- 1992: Der Preis des Lebens (Desperate Choices: To Save My Child)
- 1992: Dr. Giggles
- 1992: Entführt – Sieben Tage Angst (Memphis)
- 1994: Das Baumhaus (The War)
- 1996: Aus nächster Nähe (Up Close & Personal)
- 1996: Hilfe, ich komm’ in den Himmel (Dear God)
- 1997: Austin Powers – Das Schärfste, was Ihre Majestät zu bieten hat (Austin Powers: International Man of Mystery)
- 1999: Austin Powers – Spion in geheimer Missionarsstellung (Austin Powers: The Spy Who Shagged Me)
- 1999: Tötet Mrs. Tingle! (Teaching Mrs. Tingle)
- 2000: Beautiful
- 2001: Zickenterror – Der Teufel ist eine Frau (Saving Silverman)
- 2003: National Security
- 2003: Wie werde ich ihn los – in 10 Tagen? (How to Lose a Guy in 10 Days)
- 2004: Trouble ohne Paddel (Without a Paddle)
- 2004: Willkommen in Mooseport (Welcome to Mooseport)
- 2005: Die Maske 2: Die nächste Generation (Son of the Mask)
- 2006: Ich, Du und der Andere (You, Me and Dupree)
- 2006: Zum Glück geküsst (Just My Luck)
- 2008: Baby Mama (Baby Mama)
- 2008: Semi-Pro
- 2009: Hangover (The Hangover)
- 2010: Stichtag (Due Date)
- 2011: Hangover 2 (The Hangover: Part II)
- 2013: Hangover 3 (The Hangover: Part III)
- 2015: Fifty Shades of Grey
- 2016: Der Spion und sein Bruder (Grimsby)
- 2017: Transformers: The Last Knight
- 2018: Fifty Shades of Grey – Befreite Lust (Fifty Shades Freed)
- 2019: Die unglaublichen Abenteuer von Bella (A Dog’s Way Home)
- 2020: Sonic the Hedgehog
- 2021: Der Prinz aus Zamunda 2 (Coming 2 America)